# Сату Ноу де Жос (Марамуреш)
Сату Ноу де Жос (рум. Satu Nou de Jos) насеље је у Румунији у округу Марамуреш у општини Гроши. Oпштина се налази на надморској висини од 233 m.

## Становништво
Према подацима из 2002. године у насељу је живело 836 становника.

### Попис2002.
| Расподела становништва по националности 2002.‍ | Расподела становништва по националности 2002.‍ | Расподела становништва по националности 2002.‍ | Расподела становништва по националности 2002.‍ | Расподела становништва по националности 2002.‍ |
| --------------------------------------------- | --------------------------------------------- | --------------------------------------------- | --------------------------------------------- | --------------------------------------------- |
|                                               |                                               |                                               |                                               |                                               |
| Румуни                                        | Румуни                                        |                                               | 825                                           | 98,8%                                         |
| Мађари                                        | Мађари                                        |                                               | 10                                            | 1,2%                                          |